# Kristine Bonnevie
Kristine Elisabeth Heuch Bonnevie, född 8 oktober 1872 i Trondheim, död 1948 i Oslo, var en norsk biolog och Norges första kvinnliga professor. Hon studerade bland annat cytologi, genetik och embryologi. Hon var dotter till den norske skolmannen och politikern Jacob Aall Bonnevie och syster till socialpolitikern Carl Bonnevie.
Bonnevie blev konservator vid zoologiska laboratioriet i Kristiania 1900. Hon tog en doktorsexamen 1906 och blev därefter 1912 professor. 1911 blev hon den första kvinnliga medlemmen i Det Norske Videnskaps-Akademi. Bonnevie har utgett flera systematiska avhandlingar över evertebrater, som hydroides, gastropoder, pteropoder och tunicater. Hon sysselsatte sig även med ärftlighetsforskning. Bonnevie var även aktiv politiker inom det frisinnade vänsterpartiet.
Hon har fått kratern Bonnevie på Venus uppkallad efter sig.
Hon förblev ogift livet ut och hade inga barn.